# مونتيلير
مونتيلير هي بلدية في مقاطعة سي في كانتون فريبورغ في سويسرا. إنها إحدى البلديات التي تضم غالبية كبيرة من المتحدثين باللغة الألمانية في كانتون فريبورغ التي يتحدث أغلب سكانها اللغة الفرنسية.

## جغرافيا
تبلغ مساحة مونتيلير 113. من هذه المنطقة 0.3 كيلومتر مربع (0.12 ميل2) أو 26.5٪ للأغراض الزراعية بينما 0.38 كيلومتر مربع (0.15 ميل2) أو 33.6٪ غابات. ما تبقى من الأرض 0.41 كيلومتر مربع (0.16 ميل2) أو 36.3٪ مستقر (مباني أو طرق) و 0.04 كيلومتر مربع (9.9 أكر) أو 3.5٪ أرض غير منتجة.
من المساحة المبنية شكلت المباني الصناعية 2.7٪ من المساحة الإجمالية بينما شكلت المساكن والمباني 14.2٪ والبنية التحتية للمواصلات 12.4٪. وشكلت البنية التحتية للطاقة والمياه بالإضافة إلى المناطق المطورة الخاصة الأخرى 1.8٪ من المساحة بينما شكلت الحدائق والأحزمة الخضراء والملاعب الرياضية 5.3٪. من بين الأراضي الحرجية 31.9٪ من إجمالي مساحة الأرض مغطاة بغابات كثيفة و 1.8٪ مغطاة ببساتين أو مجموعات صغيرة من الأشجار. من الأراضي الزراعية يستخدم 20.4٪ لزراعة المحاصيل و 3.5٪ للمراعي و 2.7٪ للبساتين أو محاصيل العنب.
تقع البلدية في منطقة سيلاك. قرية الصيد السابقة هذه هي الآن مدينة ركاب وجزء من تكتل مورتين.